# Ignati Kazakov
 (novembre 2022).
Si vous disposez d'ouvrages ou d'articles de référence ou si vous connaissez des sites web de qualité traitant du thème abordé ici, merci de compléter l'article en donnant les références utiles à sa vérifiabilité et en les liant à la section « Notes et références ».
Ignati Kazakov, né en 1891 et mort en 1938 à Moscou, est un scientifique et médecin soviétique. Il est l'une des nombreuses victimes des procès de Moscou menés par Staline.